# Nikoides subdistalis
Nikoides subdistalis — вид десятиногих ракоподібних родини Processidae. Описаний у 2021 році.

## Поширення
Описаний з п'яти екземплярів, зібраних біля міста Кусімото (префектура Вакаяма, Японія) на глибинах 7–12 м.

## Опис
Вид найбільш схожий на N. maldivensis, але примітний унікальним зубним рядом роструму та характерною формою антеннулярного стилокериту.